# Ellis Cone
Ellis Cone är en kulle i Antarktis. Den ligger i Västantarktis. Inget land gör anspråk på området. Toppen på Ellis Cone är 2 107 meter över havet.
Terrängen runt Ellis Cone är huvudsakligen kuperad, men åt nordost är den bergig. Trakten är obefolkad. Det finns inga samhällen i närheten.